# Limone sul Garda
Limone sul Garda is een gemeente in de Italiaanse provincie Brescia (regio Lombardije) aan het Gardameer en telt ruim 1.163 inwoners (01-12-2021). De oppervlakte bedraagt 26,2 km².

## Demografie
Limone sul Garda telt ongeveer 460 huishoudens. Het aantal inwoners steeg in de periode 1991-2001 met 4,4% volgens cijfers uit de tienjaarlijkse volkstellingen van ISTAT. De H. Daniel Comboni werd hier geboren in 1831.
| Jaar | Inwoneraantal |
| ---- | ------------- |
| 1991 | 989           |
| 2001 | 1033          |
| 2013 | 1169          |
| 2017 | 1174          |

## Geografie
De gemeente ligt op ongeveer 69 m boven zeeniveau.
Limone sul Garda grenst aan de volgende gemeenten: Malcesine (VR), Molina di Ledro (TN), Riva del Garda (TN), Tremosine.

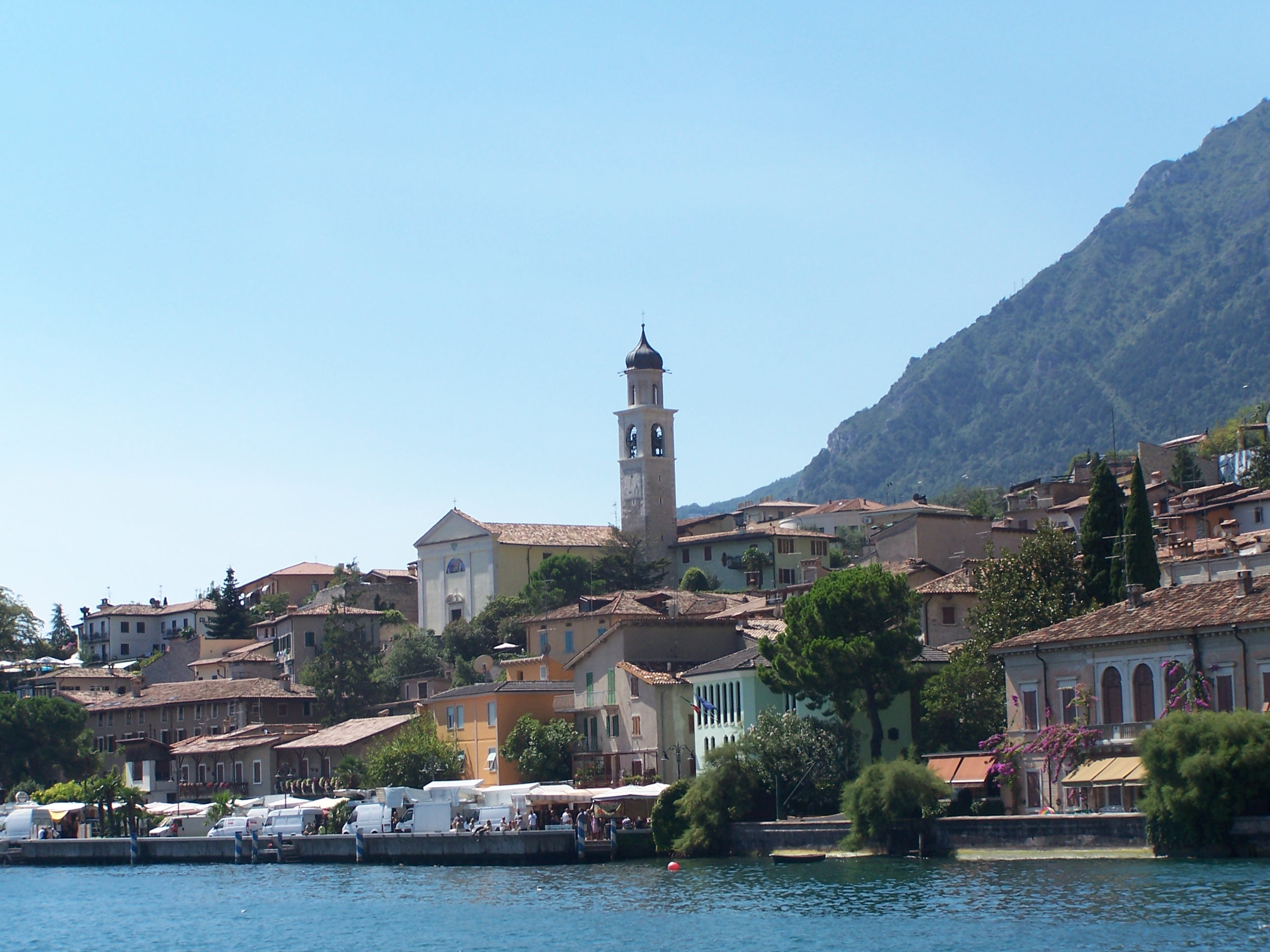
Limone sul Garda

## Bijzonderheden
In april 2008 zijn rond deze plaats voor de 22e James Bond-film Quantum of Solace spectaculaire achtervolgingsscènes opgenomen. Met name in de tunnels richting Tremosine en richting Riva del Garda.
Limone sul Garda is ook bekend om zijn citroenen die hier geteeld worden sinds de 13e eeuw.
Jaarlijks bezoeken rond de 1.000.000 toeristen het plaatsje.